# Concordancia de Xabregas

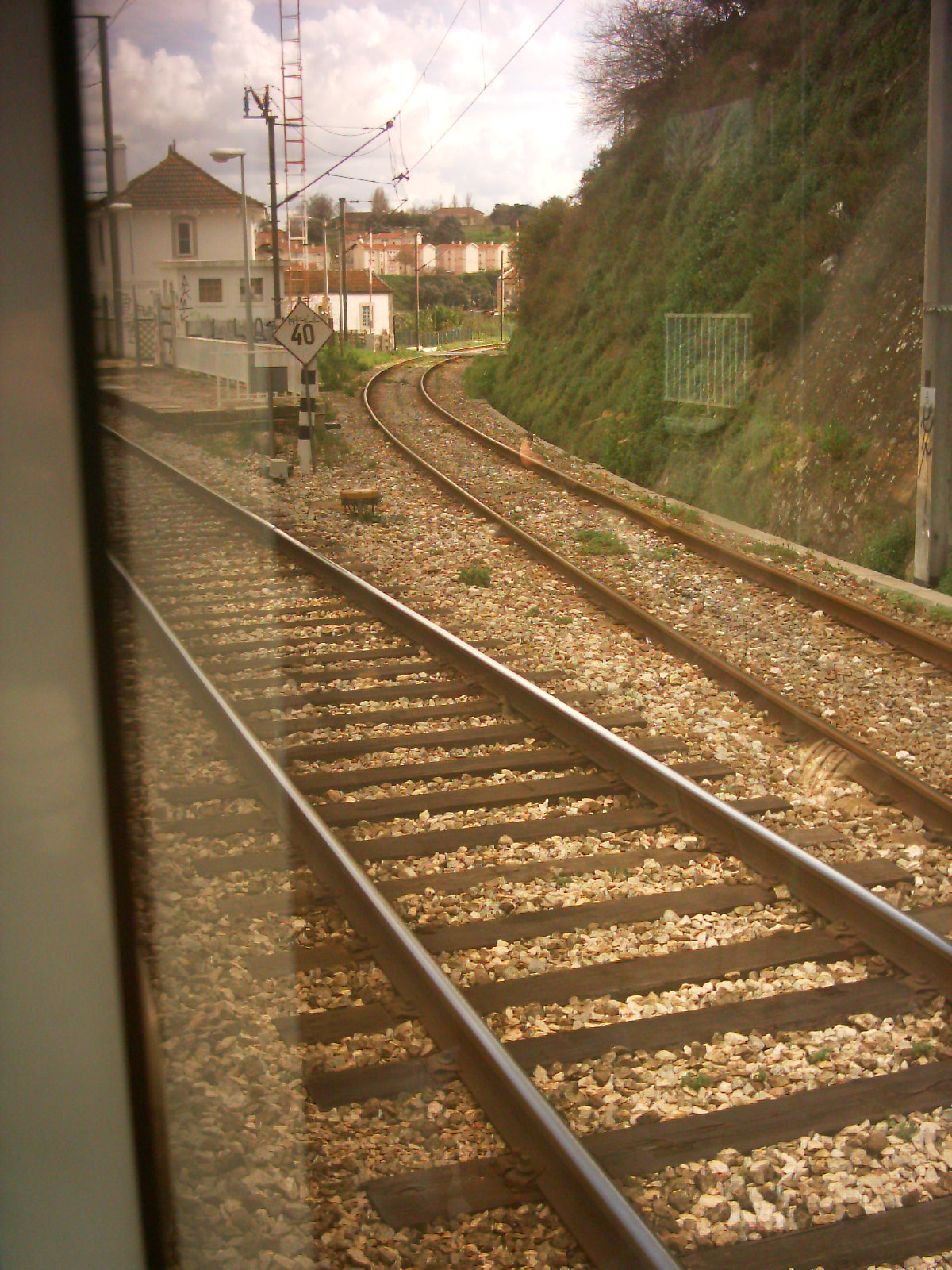
Entrada en la Concordancia de Xabregas a partir de la Línea de Cintura, junto a la Estación de Chelas.

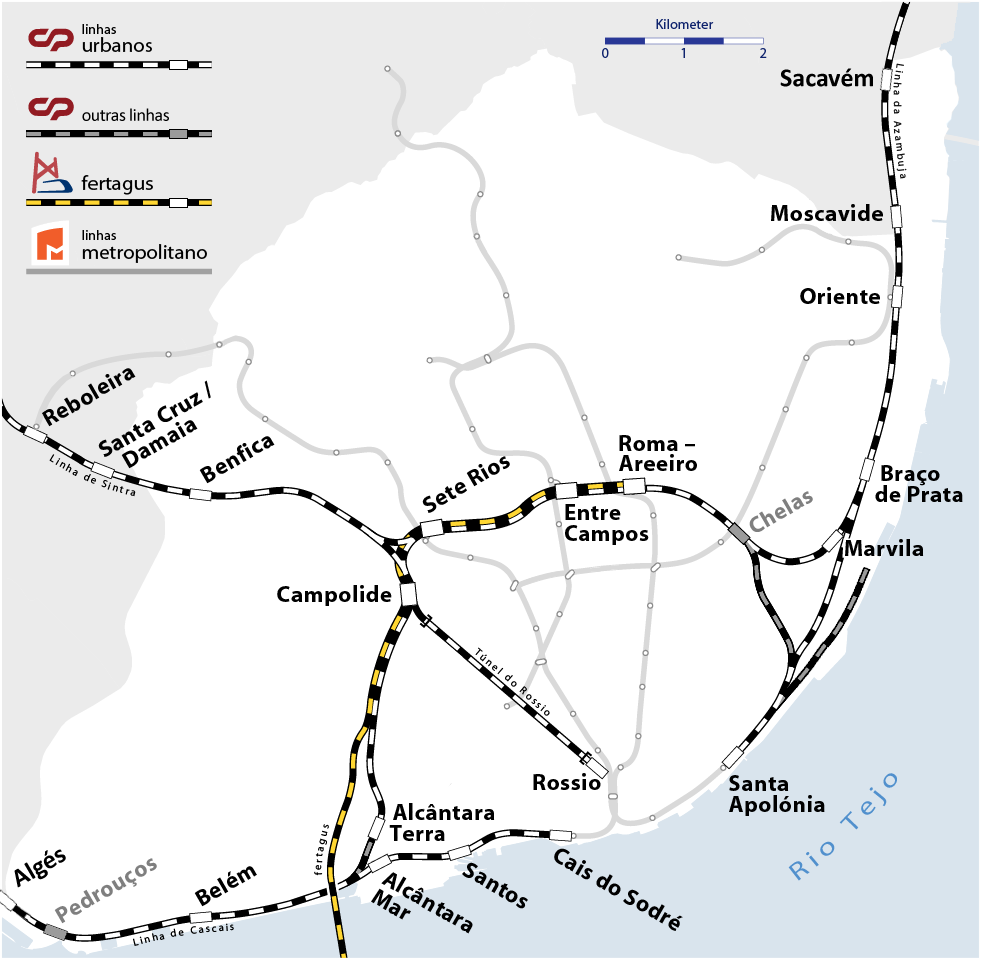
La Concordancia de Xabregas cierra el triángulo entre la Línea de Cintura y la Línea del Norte, uniendo Chelas a Santa Apolónia.

La Concordancia de Xabregas es un segmento del sistema ferroviario portugués, situado en Lisboa. Cierra el triángulo de la bifurcación de donde termina la Línea de Cintura (PK 11,5), al PK 4 de la Línea del Norte, uniendo el PK 2 de esta con el PK 6,7 de la anterior (junto a la estación de Chelas) en una extensión de 1,7 km. Totalmente en vía única (electrificada), a pesar de unir dos líneas en vía cuádruple.

## Historia
La construcción de la Línea de Cintura estaba concedida a la Compañía Real de los Caminhos de Ferro Portugueses desde 1886; según circular, publicada el 23 de julio del año siguiente, preveía i.a. dos concordancias para garantizar el acceso directo B.Prata-Benfica (vd. Concordancia de Sete Ríos) y S.Apolónia-Campolide; esta fue la Concordância de Xabregas, inaugurada el 5 de  septiembre de 1891, más de tres años después de la entrada en funcionamiento del segmento adyacente de la Línea de Cintura.

## Recorrido y uso
Se inicia por bifurcación de la Línea de Cintura al oeste de la estación de Chelas y desciende por las Olaias, pasando por un túnel bajo el Barrio Madre Deus, hasta enlazar con la Línea del Norte, dando acceso a Santa Apolónia.
Es usada por convoyes de mercancías con destino a la Línea de la Matinha (Puerto de Lisboa) procedentes de varios lugares de la Línea del Oeste (Martingança, Ramalhal, etc.); y también es usado por un servicio de pasajeros que diariamente une Santa Apolónia a Caldas da Reina, por la Línea del Oeste. Esta línea no es usada comercialmente por los convoyes suburbanos de Lisboa — no CP, no Fertagus.